# Ostravská bagdeta
Ostravská bagdeta je plemeno holuba domácího vyšlechtěné v České republice. Je to čistě okrasné plemeno střední velikosti vyznačující se dlouhým, silným a dolů ohnutým zobákem a dlouhým esovitě zahnutým krkem s péřovou náprsenkou. Je to plemeno vzácné, ohrožené vyhynutím, v roce 2012 bylo v České republice chováno 340 ptáků. V zahraničí se nechová vůbec. V seznamu plemen EE a v českém vzorníku plemen náleží do plemenné skupiny bradavičnatých plemen a to pod číslem 0109.
Na Ostravsku se bagdeta chová asi od devadesátých let 19. století. Vznikla systematickým křížením na základě tehdy populárních bradavičnatých plemen holubů, především francouzské a norimberské bagdety a v menší míře byl použitý také kariér. Dále byli použiti holubi rackové, po kterých zdědila ostravská bagdeta péřovou náprsenku a kulatou hlavu, antverpský výstavní holub, holub poštovní a podle některých autorů i koburský skřivan. Velice dlouho byla ostravská bagdeta považována jen za ráz poštovního holuba, jako samostatné plemeno byla uznána až v roce 1937.
Je to holub střední velikosti se vzpřímenou postavou a dlouhým krkem a nohama. Hlava je úzká, protáhlá a v týlu vyklenutá. Profil hlavy tvoří linii stoupající v mírném oblouku od hrotu zobáku přes nízké čelo na temeno a týl, který je charakteristicky kruhově vyklenutý. Zobák je dlouhý, silný, ohnutý mírně dolů, jeho hrot je tupý. Je nejčastěji světle masový, u černých a modrých barevných rázů je tmavý. Ozobí je dobře vyvinuté, u mladých zvířat je hladké, u starších holubů hrubší, ale nenarušuje linii profilu. Oči jsou velké, jiskrné, s perleťově bílou duhovkou, jen u bílých badget je oko tmavé, vikvové. Obočnice jsou široké, jemně růžové, u mladých zvířat hladké, u starších mírně vrásčité. Hlava plynule přechází v krk, bradu a část hrdla vyplňuje lalůček, též zvaný blanka nebo žilka. Krk je delší, štíhlý, esovitě zahnutý, jeho vrchní část se stáčí dozadu nad trup, dolní část se vypíná v mírném oblouku dopředu a široce přechází v hruď. Na dolním úseku přední strany krku se nachází pernatá náprsenka tvořená zkadeřeným peřím, která je dobře svisle rozčísnutá. Hruď je dobře zaoblená a klenutá, křídla přiléhají k tělu a jejich letky se nekříží. Úzce složený ocas je nesen v linii zad a mírně přečnívá složená křídla. Nohy jsou vyšší, neopeřené, drápky mají stejnou barvu jako zobák.
Barva opeření není pro ostravské bagdety příliš podstatná. Uznány jsou všechny barevné a kresebné rázy poštovního holuba, chová se plnobarevná ve všech základních barvách, dále v rázu pruhovém či kapratém, bělokosé běloocasaté kresbě a v barvě grošované a tygří.